# Kurlson Benjamin
Kurlson Benjamin (n. 7 de diciembre de 1984) es un jugador profesional de fútbol dominiqués que juega como delantero para el Bath Estate de Dominica. 

## Selección nacional
Es internacional con la selección de fútbol de Dominica, habiendo disputado 20 partidos y anotado 14 goles que lo convierten en el máximo goleador de su selección. Se distinguió en la Copa del Caribe 2010 al marcar un total de 7 goles, siendo el goleador del torneo (contando la fase eliminatoria).

## Clubes

### Trayectoria
| Club            | País     | Periodo       |
| --------------- | -------- | ------------- |
| Bath Estate     | Dominica | 2007-2010     |
| Bath Estate     | Dominica | 2010-2011     |
| Alpha United FC | Guyana   | 2010-2011     |
| Bath Estate     | Dominica | 2012-presente |